# Kryptonia
Kryptonia es una clase candidata de bacterias del filo Bacteroidota. recientemente propuesto, encontrado en manantiales geotermales. Se han identificado mediante análisis metagenómicos de las muestras obtenidas del medio ambiente. En los anteriores análisis había permanecido ocultos por desajustes en los iniciadores usados comúnmente en los estudios de genes ribosomales. Son organismos termófilos y neutrófilos, probablemente con un estilo de vida sintrófico, pues la reconstrucción metabólica a partir de las secuencias genómicas muestra deficiencias nutricionales que requieren de la complementariedad metabólica de otros microbios.